# Rifugio des Cosmiques
Il rifugio des Cosmiques (in francese  refuge des Cosmiques) è un rifugio alpino situato nel comune di Chamonix nel dipartimento dell'Alta Savoia nel massiccio del Monte Bianco a 3613 m s.l.m.

## Caratteristiche e informazioni
Il rifugio ha una capienza di 150 posti. È aperto da febbraio a settembre. È dotato di alloggiamento invernale durante il periodo di chiusura.

## Accessi

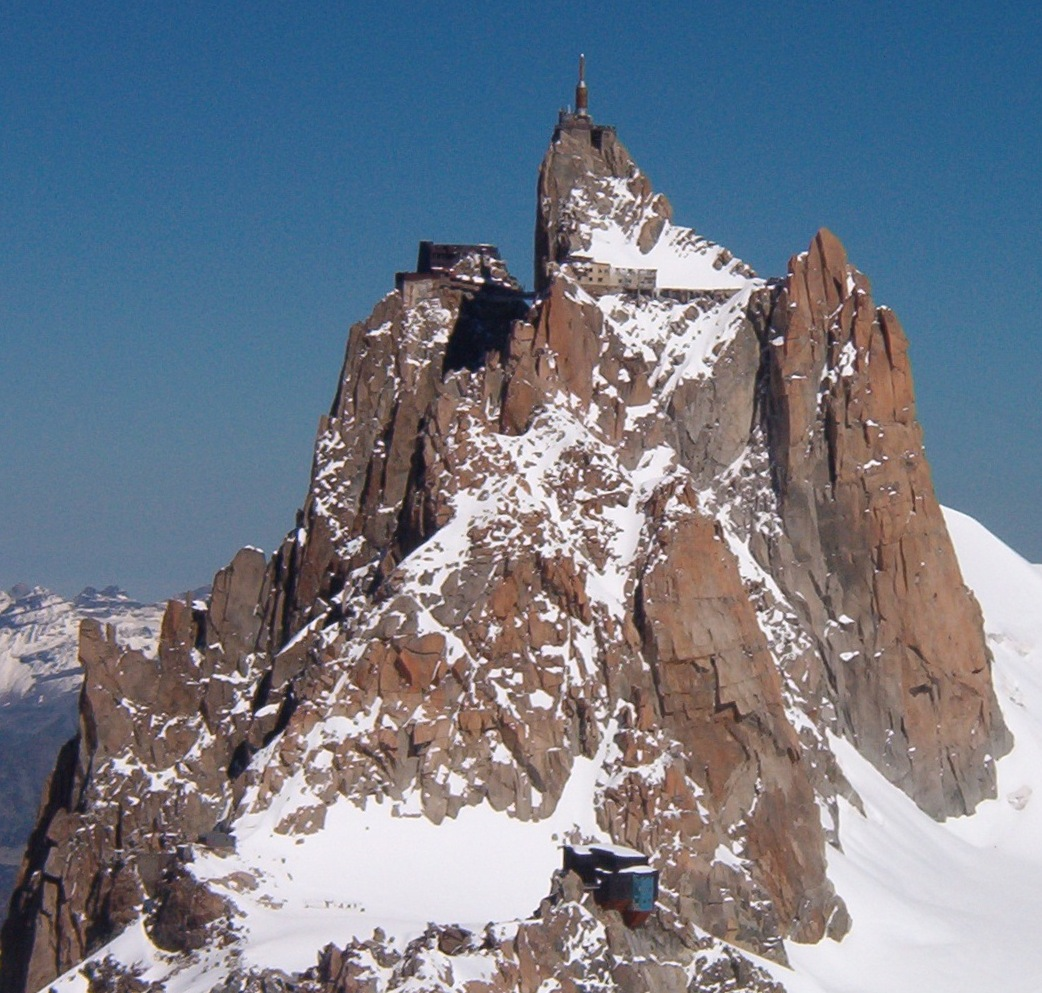
In primo piano il rifugio e sullo sfondo l'Aiguille du Midi.

L'accesso avviene normalmente tramite la funivia dei Ghiacciai e dalla vicina stazione dell'Aiguille du Midi. Dalla stazione si tratta di scendere nel ghiacciaio detto La Vallée Blanche e di percorrerlo per un tratto.

## Ascensioni
È punto di partenza di grandi ascensioni nel massiccio del Monte Bianco:
- Aiguille du Plan - 3673 m
- Mont Blanc du Tacul - 4248 m
- Monte Maudit - 4465 m
- Monte Bianco - 4808 m - dal rifugio inizia la via normale di salita detta dei tre monti.

## Traversate
- Rifugio Torino - 3375 m